# Guo Wei (patinage de vitesse sur piste courte)
Pour les articles homonymes, voir Guo Wei.
Dans ce nom chinois, le nom de famille, Guo, précède le nom personnel.
Guo Wei, né le 31 juillet 1983 à Changchun, est un patineur de vitesse sur piste courte chinois.
Il remporte aux Jeux olympiques d'hiver de 2002 à Salt Lake City la médaille de bronze sur le relais hommes 5 000 m. Lors de ces Jeux, il termine aussi septième sur 1 500 m.